# Don Burrows
Donald Vernon Burrows AO (* 8. August 1928 in Sydney; † 12. März 2020) war ein australischer Jazz-Flötist, Klarinettist und Saxophonist. Er galt als der erfolgreichste Jazzmusiker Australiens.

## Leben
Burrows arbeitete schon als Teenager als Profimusiker; 1944, mit 16 Jahren, war er Soloklarinettist bei Jim Gusseys ABC Dance Band. 1950 unternahm er seine erste Tournee durch die USA, wo ihm ein Job in Count Basies Band angeboten wurde. Er unternahm viele weitere Tourneen durch Europa, Asien, Nord- und Südamerika und arbeitete mit Musikern wie Oscar Peterson, Dizzy Gillespie, Nat King Cole, Mel Tormé, Tony Bennett, James Morrison, John Sangster, Bob Sedergreen, Cleo Laine, Frank Sinatra und Kate Ceberano. Neben zahlreichen Alben als Sideman nahm er – beginnend mit  A Tribute to Freddy Gardner (1960) – um die vierzig Alben mit eigenen Bands auf.
1972 gastierte er auf dem Montreux Jazz Festival, kurz danach beim Newport Jazz Festival. Im Folgejahr erhielt er aufgrund seiner Verkäufe als erster australischer Jazzmusiker eine Goldene Schallplatte mit dem Album Just the Beginning. Im Bereich des Jazz war er laut Tom Lord zwischen 1944 und 2011 an 166 Aufnahmesessions beteiligt.
Am New South Wales Conservatorium of Music initiierte er das erste Jazz-Studienprogramm in Australien. Sechs Jahre lang leitete er die Fernsehshow The Don Burrows Collection. Er wurde 1973 als erster australischer Jazzmusiker mit dem Titel Member of the British Empire ausgezeichnet. Burrows wurde 1987 in Anerkennung seiner Verdienste um die Musik, insbesondere der Jazzmusik, der Titel Officer des Order of Australia verliehen und 1988 und 1998 zum Living National Treasure Australiens ernannt. 1991 erfolgte die Aufnahme in die ARIA Hall of Fame. Die University of Sydney und die Edith Cowan University verliehen ihm (2000 und 2001) einen Ehrendoktortitel für Musik. Für seine Verdienste um die australische Musik erhielt er 2000 den Sir Bernard Heinze Memorial Award.

## Diskographische Hinweise
- The Jazz Sound of the Don Burrows Quartet (Columbia 1966), mit George Golla, Ed Gaston, John Sangster
- At the Sydney Opera House (1974)
- Coole Yue (1978)
- Duo: Other Places Other Times (1980)
- Brazilian Parrot (1980)
- Don Burrows, Chris Hinze: Flute Salad (1986)
- Non-Stop Flight (2005)
- John Sangster / Don Burrows: Fluteman (2013)